# Isabel Plach
Isabel Plach (født 19. april 1987 i Wien) er en østrigsk håndboldspiller som spiller for Hypo Niederösterreich og østrigs håndboldlandshold.

## Meritter
- Women Handball Austria:
  - Vinder: 2006, 2007, 2008, 2009, 2010, 2011

- ÖHB Cup:
  - Vinder: 2006, 2007, 2008, 2009, 2010, 2011

- EHF Champions League:
  - Finalist: 2008